# Loubens-Lauragais
Loubens-Lauragais település Franciaországban, Haute-Garonne megyében. Lakosainak száma 454 fő (2022. január 1.). Loubens-Lauragais Villeneuve-lès-Lavaur, Maurens-Scopont, Albiac, Le Faget, Francarville, Mascarville és Vendine községekkel határos.

## Népesség
A település népességének változása:
| Lakosok száma | 185  | 233  | 248  | 381  | 433  | 453  | 461  | 451  | 452  | 454  |
|               | 1968 | 1982 | 1990 | 2006 | 2013 | 2015 | 2017 | 2019 | 2020 | 2022 |